# UFC Fight Night: Maia vs. LaFlare
UFC Fight Night: Maia vs. LaFlare è stato un evento di arti marziali miste tenuto dalla Ultimate Fighting Championship svolto il 21 marzo 2015 al Ginásio do Maracanãzinho di Rio de Janeiro, Brasile.

## Retroscena
Questp fu il primo evento "Fight Night" organizzato dalla UFC a Rio de Janeiro.
L'incontro principale della card vedeva contrapporsi Urijah Faber e Raphael Assunção, in un rematch valido per la categoria dei pesi gallo. Tuttavia, il 2 febbraio, Assuncao non riuscì a recuperare dall'infortunio alla caviglia subito a metà dicembre del 2014. La UFC, quindi, rimosse Faber dalla card e inserì come main event lo scontro tra Demian Maia e Ryan LaFlare.
Matt Wiman doveva affrontare Leonardo Santos ma, l'11 febbraio, Wiman venne rimosso dalla card a causa di un infortunio alla schiena, al suo posto venne inserito Tony Martin.
Josh Thomson doveva vedersela con Gilbert Burs. Tuttavia, il 26 febbraio, Thomson subì un infortunio e venne rimpiazzato da Alex Oliveira.
L'incontro tra Ben Saunders e Erick Silva venne cancellato, a causa di un infortunio subito da Saunders; al suo posto venne inserito Josh Koscheck.

## Risultati
|                  | Divisione       |                    |                 |                   | Metodo                                  | Round           | Tempo           | Premio          |
| Card Principale  | Card Principale | Card Principale    | Card Principale | Card Principale   | Card Principale                         | Card Principale | Card Principale | Card Principale |
| ---------------- | --------------- | ------------------ | --------------- | ----------------- | --------------------------------------- | --------------- | --------------- | --------------- |
|                  | Pesi Welter     | Demian Maia        | batte           | Ryan LaFlare      | Decisione unanime (48-46, 48-46, 48-46) | 5               | 5:00            |                 |
|                  | Pesi Welter     | Erick Silva        | batte           | Josh Koscheck     | Sottomissione (ghigliottina)            | 1               | 4:21            |                 |
|                  | Pesi Leggeri    | Leonardo Santos    | batte           | Tony Martin       | Sottomissione (rear-naked choke)        | 2               | 2:29            |                 |
|                  | Pesi Gallo (F)  | Amanda Nunes       | batte           | Shayna Baszler    | KO Tecnico (calcio alla gamba e pugni)  | 1               | 1:56            |                 |
|                  | Pesi Leggeri    | Gilbert Burns      | batte           | Alex Oliveira     | Sottomissione (armbar)                  | 3               | 4:14            | POTN            |
|                  | Pesi Piuma      | Godofredo Castro   | batte           | Andre Fili        | Sottomissione (triangolo di braccio)    | 1               | 3:14            | POTN            |
| Card Preliminare |                 |                    |                 |                   |                                         |                 |                 |                 |
|                  | Pesi Leggeri    | Francisco Trinaldo | batte           | Akbarh Arreola    | Decisione unanime (30-27, 30-27, 30-27) | 3               | 5:00            |                 |
|                  | Pesi Piuma      | Kevin Souza        | batte           | Katsunori kikuno  | KO (pugno)                              | 1               | 1:31            | POTN            |
|                  | Pesi Leggeri    | Leandro Silva      | batte           | Drew Dober        | Sottomissione tecnica (ghigliottina)    | 2               | 2:45            |                 |
|                  | Pesi Leggeri    | Leonardo Mafra     | batte           | Cain Carrizosa    | Decisione unanime (30-26, 30-27, 30-27) | 3               | 5:00            |                 |
|                  | Pesi Leggeri    | Christos Giagos    | batte           | Jorge de Oliveira | Sottomissione (rear-naked choke)        | 1               | 3:12            |                 |
|                  | Pesi Mosca      | Fredy Serrano      | batte           | Bentley Syler     | KO (pugno)                              | 3               | 1:34            | POTN            |

- Maia venne penalizzato di 1 punto nel quinto round, per essersi buttato più volte al suolo per la stanchezza.

## Premi
I lottatori premiati ricevettero un bonus di 50.000 dollari.
Legenda:
- POTN: Performance of the Night (viene premiato il vincitore per la migliore performance dell'evento)

## Incontri Annullati
|  | Divisione    |              |        |                  | Motivo                                |
|  | ------------ | ------------ | ------ | ---------------- | ------------------------------------- |
|  | Pesi Gallo   | Urijah Faber | contro | Raphael Assunção | Assuncao non recuperò dall'infortunio |
|  | Pesi Leggeri | Matt Wiman   | contro | Leonardo Santos  | Wiman subì un infortunio              |
|  | Pesi Leggeri | Josh Thomson | contro | Gilbert Burns    | Thomson subì un infortunio            |
|  | Pesi Welter  | Ben Saunders | contro | Erick Silva      | Saunders subì un infortunio           |